# 埃里希·哈曼
埃里希·哈曼（德語：Erich Hamann，1944年11月27日—），德国前男子足球运动员，场上位置是中场。他曾代表东德国家队参加1974年国际足联世界杯，结果队伍止步第二轮。